# Jarosław Dołęga
Jarosław Dołęga (ur. 16 lipca 1982 w Toruniu) – polski hokeista, reprezentant Polski. 

## Kariera
- TKH Toruń (2001)
- Zagłębie Sosnowiec (2001-2002)
- TKH Toruń (2002-2010)
- Zagłębie Sosnowiec (2010-2013)
- HC GKS Katowice (2013)
- Polonia Bytom (2013-2014)
- Zagłębie Sosnowiec (2014-2015)
- Nesta Mires Toruń (2015-2018)
- KH Energa Toruń (2018-2022)

Wychowanek toruńskiego klubu. Absolwent NLO SMS PZHL Sosnowiec z 2001. Od 31 maja do 2 października 2013 zawodnik HC GKS Katowice. Od 7 listopada 2013 zawodnik. Odszedł z klubu w grudniu 2014. W tym czasie został ponownie zawodnikiem Zagłębia. Od maja 2015 ponownie zawodnik klubu z Torunia. Po sezonie 2021/2022 w wieku niespełna 40 lat zakończył karierę zawodniczą.
W trakcie kariery określany pseudonimem Żółwik.

## Sukcesy
Klubowe
- Złoty medal I ligi: 2015 z Zagłębiem Sosnowiec, 2018 z Nestą Mires Toruń
- Finał Pucharu Polski: 2021 z KH Energa Toruń

Indywidualne
- Mistrzostwa świata do lat 18 w hokeju na lodzie mężczyzn 2000#Grupa B:
  - Trzecie miejsce w klasyfikacji strzelców turnieju: 5 goli[11]
- Mistrzostwa Świata Juniorów w Hokeju na Lodzie 2002/I Dywizja:
  - Pierwsze miejsce w klasyfikacji kanadyjskiej w ramach reprezentacji w turnieju: 6 punktów[12]
- I liga polska w hokeju na lodzie (2017/2018)[13]
  - Trzecie miejsce w klasyfikacji strzelców w fazie-play-off: 9 goli
  - Pierwsze miejsce w klasyfikacji asystentów w fazie-play-off: 14 asyst
  - Drugie miejsce w klasyfikacji kanadyjskiej w fazie-play-off: 23 punkty